# 道の駅自然体感しむかっぷ
道の駅自然体感しむかっぷ（みちのえき しぜんたいかんしむかっぷ）は、北海道勇払郡占冠村にある国道237号の道の駅である。占冠ICから約5分。

## 施設
- 駐車場
  - 普通車：123台
  - 大型車：5台
  - 身障者用：2台
- トイレ
  - 男：大 6器（2器）、小 8器（3器）
  - 女：9器（3器）
  - 身障者用：1器（1器）

※（）内は、24時間利用可能

・公衆電話：1台
- しむかっぷ市場　営業時間は、9:00 - 18:00（通年）
- Takoyaki Factoryてくてく（たこ焼き店）営業時間：11時~16時頃
- レストラン・テイクアウト「ミルクキッチンふらいぱん」営業時間は、11:30 - 15:00
- そば屋「青巌峡そば」営業時間は、11:00 - 食材がなくなり次第終了
- 売店（エム・アイ企画） 営業時間は、10:00 - 17:00（4月 - 9月）、10:00 - 16:00（10月 - 3月）
- 八百熊カフェ 営業時間は、9:00 - 18:00（夏期）、9:00 - 17:00（冬期）
- 無料休憩場
- キッズスペース（おもちゃあり）
- レンタルサイクル 夏季（ロードバイク4台、MTB7台、電動自転車2台）（ヘルメット、グローブ貸出あり）4月 - 11月まで 有料 1時間 300円 4時間　500円 8時間 1,000円 ミナトマムへ乗り捨て可能 1台 500円
- レンタルサイクル 冬季（ファットバイク2台　子供ファットバイク2台）11月 - 3月 1時間 500円
- ストリートピアノ 無料（自由に弾いて良い）
- 急速充電器（電気自動車用）2台　（24時間利用可）

## 休館日
- 年末年始（12月31日 - 1月3日）
- 毎週月曜日、火曜日（ミルクキッチンふらいぱん、Takoyaki　Factoryてくてく）※臨時休業有
- 毎週木曜日（八百熊CAFE）※臨時休業有
- 不定休（青厳峡そば）

## アクセス
直接連絡
- 国道237号

間接連絡
- 北海道道136号夕張新得線

## 周辺
- JR石勝線 占冠駅
- 道東自動車道 占冠IC